# Motivatore
Il motivatore è la persona munita delle capacità e dell'autorità necessarie per incoraggiare e spronare qualcuno. Egli mette a disposizione tecniche e conoscenze atte alla realizzazione di un obiettivo che riguardi il lavoro, la famiglia o relazione ecc. Non è da confondersi con il mental coach, che nonostante abbiano caratteristiche comuni, si riveste nella sezione sportiva, a esempio dentro una squadra di football americano.